# David Procházka (publicista)
David Procházka (* 22. srpna 1983, Ostrava) je český IT specialista, novinář a publicista specializující se na problematiku informačních technologií, programování, databází, internetových služeb, ale také ochrany osobních údajů a kybernetické bezpečnosti.

## Život
Vystudoval SPŠ IE Ostrava v Ostravě (2003) - obor elektrotechnika. Dále studoval na VŠB - Technická univerzita Ostrava obor informatika. Externě autor přispíval do řady IT magazínů a časopisů, tvořil odborné publikace pro vydavatelství Grada a školil několik IT kurzů v oblasti produktů Microsoft.
Profesně započal svůj život v ryzím IT prostředí strojírenské skupiny VÍTKOVICE, kde působil nejprve jako analytik / programátor, následně jako TeamLeader a nakonec se vypracoval do středního managementu a působil řadu let jako Vedoucí odboru Servis systémů a aplikací. Dále působil ve skupině ČEZ.

## Příspěvky v IT magazínech
Aktivně a dlouhodobě přispívá do magazínu DSL.CZ a do tištěného časopisu Jak na počítač. V minulosti přispíval také do těchto magazínů:
- PC WORLD
- Svět Počítačů
- Mobility
- Softwarové Noviny, později CLICK!
- Computer
- Lupa.cz
- Digitálně.cz

## Knižní publikace
- Mobilní telefony I.: Rubico, 1999. 104s. (ISBN 80-85839-57-1).
- Mobilní telefony II.: Rubico, 2001. 161s. (ISBN 80-85839-67-9).
- Autoškola 2003: Rubico, 2003 - multimediální CD.
- Hledáme na internetu, v rekordním čase, 2., aktualizované vydání: GRADA, 2007. 88s. (ISBN 978-80-247-1471-4).
- První kroky s internetem, v rekordním čase, 2., aktualizované vydání: GRADA, 2007. 88s. (ISBN 978-80-247-2306-8).
- Internet Explorer 7: GRADA, 2008. 112s. (ISBN 978-80-247-2221-4).
- Windows Vista: GRADA, 2008. 108s. (ISBN 978-80-247-2179-8).
- Oracle, průvodce správou, využitím a programováním: GRADA, 2009. 168s. (ISBN 978-80-247-2762-2).
- První kroky s internetem, 3., aktualizované vydání: GRADA, 2010. 112s. (ISBN 978-80-247-3255-8).
- Windows 7, snadno a rychle: GRADA, 2010. 108s. (ISBN 978-80-247-3254-1).
- Outlook 2010: GRADA, 2010. 168s. (ISBN 978-80-247-3499-6).
- Nebojte se počítače, pro Windows 7 a Office 2010: GRADA, 2011. 128s. (ISBN 978-80-247-3717-1).
- CSS a XHTML, tvorba dokonalých WWW stránek krok za krokem: GRADA, 2011. 176s. (ISBN 978-80-247-3897-0).
- Diagnóza: Ajťák: NOVÁ FORMA, 2011. 94s. (ISBN 978-80-7453-175-0).
- PHP 6, začínáme programovat: GRADA, 2012. 192s. (ISBN 978-80-247-3899-4).
- SEO, cesta k propagaci vlastního webu: GRADA, 2012. 152s. (ISBN 978-80-247-4222-9).